# 사이코 (연호)
사이코(일본어: 斉衡)는 일본의 연호 중 하나이다.
- 전후 : 닌주(仁寿) 이후 - 덴난(天安) 이전.
- 시기 : 854년 ~ 856년
- 천황: 몬토쿠 천황

## 개원
- 닌주 4년 11월 30일(율리우스력 854년 12월 23일)에 개원하여
- 사이코 4년 2월 21일(율리우스력 857년 3월 20일) 덴난으로 개원되었다.

## 사이코 시기에 일어난 일
- 4년
  - 2월 19일 : 후지와라노 요시후사가 태정대신(太政大臣)으로 임명되었다.

## 서력과의 대조표
| 사이코      | 원년       | 2년        | 3년        | 4년        |
| ----------- | ---------- | ---------- | ---------- | ---------- |
| 서기 (西紀) | 854년      | 855년      | 856년      | 857년      |
| 간지 (干支) | 갑술(甲戌) | 을해(乙亥) | 병자(丙子) | 정축(丁丑) |

## 같이 보기
- 일본의 연호 일람

| 이전 닌주 | 일본의 연호 854년 ~ 856년 | 다음 덴난 |